# Ophieulima
Genre
Ophieulima est un genre de mollusques gastéropodes de la famille Eulimidae. Les espèces rangées dans ce genre sont marines et parasitent des échinodermes ; l'espèce type est Ophieulima minima.

## Description
La coquille des espèces est brunâtre ; les sexes sont distincts, les mâles sont plus petits que les femelles.

## Distribution
Les espèces sont distribuées des deux côtés de l'océan Atlantique Nord.

## Biologie
Ophieulima minima parasite l'ophiure Ophiaotis abyssicola.

## Liste d'espèces
Selon World Register of Marine Species (30 août 2017) :
- Ophieulima fuscoapicata Warén, 1981
- Ophieulima minima (Dall, 1927)